# Warren Park
Warren Park – miasto w Stanach Zjednoczonych, w stanie Indiana, w hrabstwie Marion.